# Elateriospermeae
Elateriospermeae es una tribu de plantas de la subfamilia Crotonoideae, perteneciente a la familia Euphorbiaceae. Comprende un géneros.

## Géneros
- Elateriospermum (también Elaterioides, Elaterispermum)

- Datos: Q15613609
- Multimedia: Elateriospermeae / Q15613609
- Especies: Elateriospermeae